# Djelem, djelem
Djelem, djelem, ook op veel andere manieren geschreven zoals Đelem, đelem en Gelem, Gelem, is het internationale volkslied van de Roma.
De tekst werd in 1969 geschreven door Žarko Jovanović Jagdino en beschrijft de Porajmos ("zigeunervervolging") door het fascistische Zwarte Ustaša-legioen. Het lied is gebaseerd op een lied dat geliefd was onder Servische Roma tijdens de jaren zestig en waarvan men vermoedt dat het uit Roemenië komt.
De melodie is afkomstig van een liefdeslied van Servische Roma dat bekend geworden is door de film Skupljači perja (vertaald: Ik heb zelfs gelukkige zigeuners ontmoet) van Aleksandar Petrović. Het lied werd in die film vertolkt door Olivera Katarina.
Djelem, djelem werd tijdens het eerste Internationale Romani Congres op 8 april 1971 uitgeroepen tot volkslied van de Roma-beweging. Tijdens dit congres werd ook de vlag van de Roma als internationale vlag erkend. De datum 8 april werd daarom uitgeroepen tot de internationale Romadag.

## Tekst
Omdat het Romani geen uniform schrift kent, bestaan er verschillende versies die soms ook inhoudelijk van elkaar verschillen. Een tekstdeel uit een van de versies is het volgende:
| 1.Couplet Djelem, djelem, lungone dromensa Maladilem bakhtale Romensa A Romale katar tumen aven, E tsarensa bahktale dromensa? Refrein: A, Romale, a Chavalle, A, Romale, a Chavalle! | Vertaling: Op mijn zeer lange weg Kwam ik veel gelukkige Roma tegen Oh Roma, waar komen jullie vandaan Met tenten op gelukzalige wegen Refrein: Oh Roma, oh kinderen, Oh Roma, oh kinderen! |